# حلقه‌دره
حلقه‌دره یا ارتفاعات حلقه‌در رشته‌کوه‌هایی در جنوب شهرستانهای ساوجبلاغ و نظرآباد، و در شمال شهرستان اشتهارد استان البرز هستند.گستردگی این ارتفاعات نزدیک به ۶۳ کیلومتر بین طولهای شرقی ۵۰:۱۳ تا ۵۰:۵۵ است. رود شور از میان این بلندی‌ها در درهٔ قشلاق حسین‌خانی می‌گذرد؛ سپس در کرانهٔ جنوبی حلقه دره، به سوی شرق سرازیر می‌شود. این منطقه محل تخلیه زباله‌های مناطق مسکونی استان البرز است و محیط زیست این ارتفاعات به علت ورود روزانه بیش از ۱۵۰۰ تن زباله به این منطقه درحال از بین رفتن است.